# Красная Поляна (Азовский район)
Кра́сная Поля́на — хутор Азовского района Ростовской области.
Входит в состав Александровского сельского поселения.

## География
Расположен в 70 км (по дорогам) юго-западнее районного центра — города Азова, на правом берегу реки Мокрая Чубурка.

### Улицы
- ул. Мира,
- ул. Полевая.

## Население
| 1989 | 2002 | 2010 |
| ---- | ---- | ---- |
| 195  | ↗211 | ↘210 |

По данным переписи 1926 года по Северо-Кавказскому краю, в населённом пункте числилось 17 хозяйств и 100 жителей (54 мужчины и 46 женщин), из которых украинцы — 96 % или 96 чел.